# 马萨瓦
马萨瓦（阿拉伯语：‎），又称米齐瓦、米齐瓦港，是厄立特里亚北红海区的一座港口城市，位于红海畔。在历史上，马萨瓦一度是一个重要的港口城市。
马萨瓦一度是意属厄立特里亚的首府，直至1897年，殖民地政府迁往阿斯马拉。
马萨瓦的年平均气温为30°C，为世界上最热的沿海地带之一。

## 历史
马萨瓦最初是海边的一个小村庄。历史上，马萨瓦曾一度被多个政权所占领，包括阿克苏姆帝国、衣索比亞帝國和義屬厄利垂亞。
坐落于马萨瓦的同伴清真寺据称是世界上第一座清真寺。这座清真寺由穆罕默德的同伴建造，他们在此逃脱了麥加人的迫害。

## 交通
马萨瓦有连接首都阿斯马拉的铁路。
马萨瓦国际机场是厄立特里亚的主要机场之一。截至2014年，馬薩瓦國際機場已不再设有国际航线。机场目前使用量极小。